# Wiesław Szlenk
Wiesław Szlenk (ur. 23 grudnia 1935 w Warszawie, zm. 26 lipca 1995 w Barcelonie) – polski matematyk, od stycznia 1992 roku profesor nauk matematycznych na Uniwersytecie Warszawskim. Specjalista w dziedzinie analizy funkcjonalnej, układów dynamicznych i zastosowań matematyki w biologii i medycynie.

## Życiorys
W 1952 uzyskał wyróżnienie w III Olimpiadzie Matematycznej, a w 1953 został laureatem IV Olimpiady Matematycznej. Absolwent VI Liceum Ogólnokształcącego im. Tadeusza Reytana w Warszawie (1953). W latach 1953–1958 studiował matematykę na Uniwersytecie Warszawskim (magisterium, 1958). Od początku studiów przez całe życie związany naukowo z UW.
W roku 1963 uzyskał stopień doktora nauk matematyczno-fizycznych na podstawie pracy O pewnych własnościach ciągów słabo zbieżnych w przestrzeniach Banacha, której promotorem był prof. Stanisław Mazur (członek lwowskiej szkoły matematycznej, stworzonej przez Stefana Banacha i Hugo Steinhausa). Po doktoracie Wiesław Szlenk oraz Karol Krzyżewski rozpoczęli staż naukowy w Moskwie na Uniwersytecie im. Łomonosowa, gdzie wybrali jako swą nową specjalność układy dynamiczne. Studiowali je pod kierunkiem Jakowa Sinaja, który potem w roku 1967 poprowadził w Warszawie wykład i seminarium z tej dziedziny, inicjując w ten sposób nowy kierunek badań na UW.
W latach 1972–1978 Wiesław Szlenk był wicedyrektorem Instytutu Matematyki UW. W roku 1977 na podstawie rozprawy Własności orbit funkcji ciągłych w topologicznych układach dynamicznych i ich związek z miarami niezmienniczymi i entropią uzyskał stopień doktora habilitowanego nauk matematycznych. Tytuł profesora otrzymał w styczniu 1992 roku. Niedługo potem został wybrany członkiem Senatu UW, jak również przewodniczącym Komisji Senackiej do Spraw Rozwoju Kadry.
W latach 1979–1982 pracował w Szkole Głównej Gospodarstwa Wiejskiego, pełniąc tam funkcję dyrektora Instytutu Zastosowań Matematyki i Statystyki. W 1982 roku powrócił na UW, biorąc czynny udział w tworzeniu  Instytutu Matematyki Stosowanej i Mechaniki, a w latach 1993–1995 pełnił funkcję wicedyrektora tego instytutu. 
Miał duże zasługi w nauczaniu układów dynamicznych; wykłady te prowadził nie tylko w Warszawie, ale również w Danii, Meksyku i Hiszpanii (Barcelona).
Jako laureat Olimpiady Matematycznej był również zainteresowany rozbudzaniem zainteresowań matematyką wśród młodzieży szkolnej. Od roku 1974 był członkiem Komitetu Głównego Olimpiady Matematycznej, a w latach 1986–1993 przewodniczącym tego Komitetu. Był też autorem podręcznika Rachunek prawdopodobieństwa dla klasy IV liceum ogólnokształcącego i technikum, wydanego przez Wydawnictwa Szkolne i Pedagogiczne, który doczekał się 23 wydań, m.in. ISBN 83-02-00311-5.
Otrzymał Złoty Krzyż Zasługi (1977), Brązowy Krzyż Zasługi (1970) oraz Medal Komisji Edukacji Narodowej (1974).  Był przewodniczącym Sekcji Alpinizmu Stołecznego Klubu Tatrzańskiego PTTK, uczestniczył w licznych wyprawach górskich i jaskiniowych. Pochowany na cmentarzu Powązkowskim w Warszawie (kwatera 324, rząd 1, miejsce 13). 

## Działalność naukowa
Dorobek naukowy Wiesława Szlenka to ponad 50 publikacji; pierwsze ważne wyniki uzyskał w dziedzinie analizy funkcjonalnej. Jednym z najbardziej znaczących rezultatów tych prac było rozwiązanie 49. problemu z „Księgi Szkockiej”, postawionego przez Banacha i Mazura:
- Twierdzenie Szlenka: „Nie istnieje ośrodkowa i refleksywna przestrzeń Banacha, która dla każdej ośrodkowej i refleksywnej przestrzeni Banacha zawierałaby podprzestrzeń z nią izomorficzną”[7].

W pracy tej przyporządkował każdej przestrzeni Banacha, której przestrzeń sprzężona jest ośrodkowa, pewną liczbę porządkową związaną z geometrią danej przestrzeni. Liczba ta jest dziś nazywana indeksem Szlenka. Wspomniany wyżej wynik został później ulepszony przez Przemysława Wojtaszczyka.
W dziedzinie układów dynamicznych ważna jest pierwsza polska monografia z układów dynamicznych oraz 16 prac badawczych, z których szczególnie ważne wyniki uzyskał wspólnie z Karolem Krzyżewskim i Michałem Misiurewiczem.
Monografię układów dynamicznych wydano w dwóch wersjach językowych:
- polskiej – Wiesław Szlenk: Wstęp do teorii gładkich układów dynamicznych, Biblioteka Matematyczna, tom 56, Wydawnictwo Naukowe PWN, Warszawa 1982, ISBN 83-01-01375-3
- angielskiej – Wiesław Szlenk: An Introduction to the theory of smooth dynamical systems, PWN – Polish Scientific Publishers, Warsaw, John Wiley & Sons, Inc., New York, 1984, ISBN 83-01-03798-9

W połowie lat siedemdziesiątych Wiesław Szlenk zajął się zastosowaniami matematyki w biologii i medycynie, koncentrując się w szczególności na tworzeniu modeli matematycznych procesów będących przedmiotem badań w tych dziedzinach. Wiele z tych modeli miało zastosowania praktyczne, lub rokowało takie zastosowania w niedalekiej przyszłości. Były to np. badania nad rakiem i wzrostem roślin, oraz badania zjawisk w meteorologii, immunologii czy fizjologii.